# Balungao
Balungao è una municipalità di quarta classe delle Filippine, situata nella Provincia di Pangasinan, nella regione di Ilocos.
Balungao è formata da 20 baranggay:
- Angayan Norte
- Angayan Sur
- Capulaan
- Esmeralda
- Kita-kita
- Mabini
- Mauban
- Poblacion
- Pugaro
- Rajal
- San Andres
- San Aurelio 1st
- San Aurelio 2nd
- San Aurelio 3rd
- San Joaquin
- San Julian
- San Leon
- San Marcelino
- San Miguel
- San Raymundo